# John Lightfoot (Botaniker)
John Lightfoot (* 9. Dezember 1735 in Newent, Gloucestershire in England; † 18. Februar 1788 in Uxbridge, Middlesex, England) war ein britischer Geistlicher und Biologe. Sein offizielles botanisches Autorenkürzel lautet „Lightf.“

## Leben und Werk
John Lightfoot war Geistlicher, Zoologe und Botaniker. Er lebte in Bulstock, Buckinghamshire, später in Uxbridge, Middlesex. Er veröffentlichte ein Flora Scotica: or, A systematic arrangement, in the Linnæan method, of the native plants of Scotland and the Hebrides im Jahre 1777 in 2 Bänden, die 1789 in 2. Auflage erschien.

## Ehrungen
Sein Name als Botaniker ist in der Gattung Lightfootia L’Hér. aus der Familie der Glockenblumengewächse (Campanulaceae) verewigt, die später in Wahlenbergia umbenannt wurde.